# Campionat britànic de trial 2012
La temporada de 2012 del Campionat britànic de trial fou la 62a edició d'aquest campionat, organitzat per l'ACU. El calendari oficial constava de 6 proves puntuables, celebrades entre el 15 d'abril i el 16 de setembre.

## Classificació final
| Posició | Pilot          | Motocicleta | Punts |
| ------- | -------------- | ----------- | ----- |
| 1       | James Dabill   | Beta        | 110   |
| 2       | Michael Brown  | Gas Gas     | 105   |
| 3       | Ross Danby     | JTG         | 83    |
| 4       | Alexz Wigg     | Gas Gas     | 67    |
| 5       | Sam Connor     | Beta        | 66    |
| 6       | Sam Haslam     | Gas Gas     | 56    |
| 7       | Gary MacDonald | Sherco      | 40    |
| 8       | Ben Morphett   | Sherco      | 33    |
| 9       | Jack Sheppard  | Beta        | 28    |
| 10      | Dan Thorpe     | Gas Gas     | 25    |